# Primera esmena de la Constitució dels Estats Units
La Primera esmena (en anglès First Amendment) de la Constitució dels Estats Units fou aprovada el 15 de desembre del 1791 com una de les deu esmenes que constitueixen la Declaració de Drets. Prohibeix l'aprovació de cap llei que estableixi una religió o que impedeixi, minvi o infringeixi les llibertats de culte, d'expressió, de premsa, de reunió o el dret de petició.

## Text
El text de l'esmena diu així:
| « | (català) El Congrés no podrà elaborar cap llei quant a l'establiment d'una religió, ni a la prohibició del seu lliure exercici; ni a la coartació de la llibertat d'expressió, ni de premsa; ni al dret del poble de reunir-se pacíficament i de peticionar al Govern una reparació de greuges. | (anglès) Congress shall make no law respecting an establishment of religion, or prohibiting the free exercise thereof; or abridging the freedom of speech, or of the press; or the right of the people peaceably to assemble, and to petition the Government for a redress of grievances. | » |